# Lamellenturbine

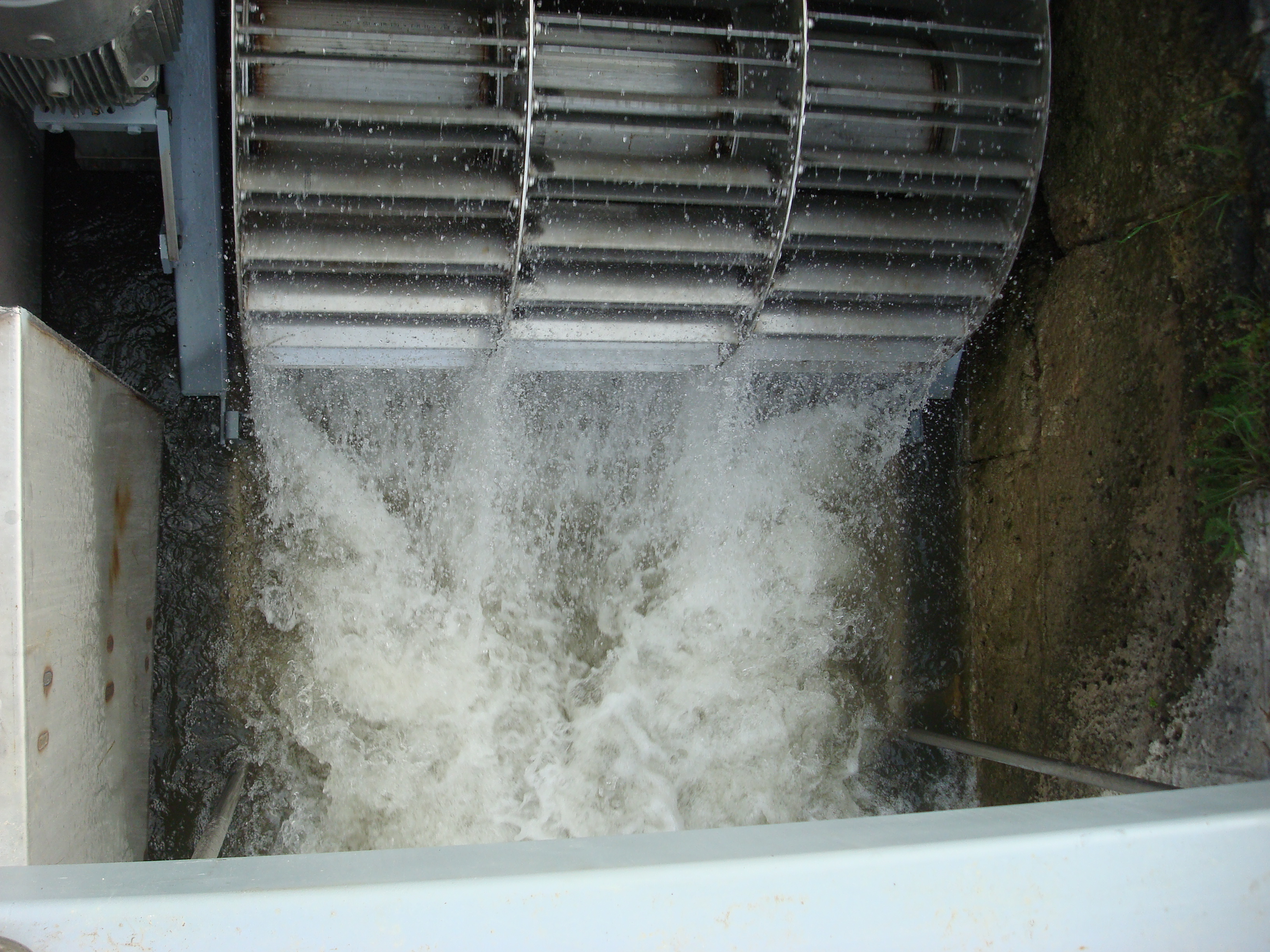
Lamellenturbine (NÖ/AT)

Eine Lamellenturbine ist ein spezielles Wasserrad, das für Kleinwasserkraftwerke neu entwickelt wurde. Es ermöglicht effektiveren Betrieb bei geringen Fließgeschwindigkeiten. Lamellenturbinen gehören zur Gruppe der unterschlächtigen Wasserräder.

## Ausführung / Funktion
Anstatt der Schaufeln eines Wasserrades werden speziell geformte Lamellen in einer besonderen Anordnung am Umfang des Rades fix angeordnet, so dass diese das jeweils am Standort verfügbare Wasservolumen aus dem anströmenden Gewässer aufnehmen und unter
möglichst hoher Abgabe seiner Kraft in eine Drehbewegung umwandeln.
Die Lamellen erfüllen durch ihre, auf den jeweiligen Anwendungsfall bezogene, Anordnung eine Art „push and drag“-Funktion, indem das Wasser seine Energie genau während der Verweildauer in den Zwischenräumen der Lamellen abgibt; bevor es in den Innenraum des Rades eintritt, hat es das Rad bereits wieder verlassen. 

## Einsatz
Die Lamellenturbine kommt bei sogenannten Kleinwasserkraftwerken zum Einsatz. Die Leistungsgrößen liegen hier im Bereich von 10 kW bis zu 1 MW.